# Istana Nurul Iman
Istana Nurul Iman (v překladu z malajštiny Palác světla víry, anglicky The Light of Faith Palace) je palác v Bandar Seri Begawan, hlavním městě Bruneje. Od roku 1984 je rezidencí a oficiálním sídlem brunejského sultána a také sídlem vlády. Pokud jde o podlahovou plochu (200 000 m²), je budova považována za  největší rezidenční palác na světě.

## Popis a zajímavosti
Palác se nachází na severním pobřeží ostrova Borneo u ústí řeky Sungai Brunei, několik kilometrů jihozápadně od centra Bandar Seri Begawan, hlavního města Bruneje. 
Istana Nurul Iman navrhl filipínský architekt Leandro Locsin, který využil architektonický motiv zlatých kopulí a klenutých střech jako ozvěnu islámských a malajských vlivů. Postavila jej filipínská stavební společnost Ayala International. Interiér paláce navrhl Khuan Chew (později navrhoval i interiéry mrakodrapu Burdž-al-Arab v Dubaji). Stavba byla dokončena v roce 1984, náklady jsou uváděny v celkové výši 1,4 miliardy US $. 
Komplex palácových budov zaujímá pozemek asi 120 ha. Sultánův dům zahrnuje 1 788 pokojů, 18 výtahů, 44 schodišť a 250 koupelen o obytné ploše 200 000 m². Sultánův trůnní sál pojme 2 000 lidí a banketový sál pojme přes 5 000 lidí. Okenní a dveřní oblouky jsou vyrobeny z čistého zlata, 64 000 m² povrchu stěn je obloženo 38 různými druhy mramoru. Je tu 564 lustrů a 51 000 žárovek. Součástí komplexu je i mešita pro 1 500 lidí, 110 samostatných podzemních garáží pro sbírku 7 000 sultánových automobilů (většinou vyrobených na zakázku, podle značek se uvádí 365 Ferrari, 275 Lamborghini, 258 Aston Martin, 172 Bugatti, 230 Porsche, 350 Bentley, 600 Rolls Royce, 440 Mercedes Benz, 265 Audi, 237 BMW, 225 Jaguar a 183 Land Rover), klimatizovaná stáj pro 200 koní a pět bazénů. 
V paláci je kancelář předsedy vlády Bruneje a využívá se i pro všechny další vládní funkce. Kromě audienčních a státních sálů je v něm trůnní sál používaný pro různé slavnostní příležitosti. Veřejnosti není palác běžně přístupný, pouze během tří dnů na konci každoročních islámských oslav po skončení ramadánu dostane přibližně 120 000 návštěvníků dárky potravin a balíčky obsahující peníze pro malé děti; sultán osobně pozdraví každého mužského hosta podáním ruky, ženy jsou přijímány královnou.